# Les Fusillés de la Grande Guerre et la mémoire collective
Les Fusillés de la Grande Guerre et la mémoire collective est un livre publié en 1999 par l’historien Nicolas Offenstadt aux éditions Odile Jacob.

## Résumé
Le livre porte sur les soldats fusillés par les autorités militaires, souvent pour l’exemple, au cours de la Première Guerre mondiale. Un des épisodes les plus célèbres de cette histoire concerne les martyrs de Vingré.
L'ouvrage s’interroge sur les raisons des exécutions, le travail de réhabilitation après la guerre, le rôle de la justice militaire et la manière dont ces fusillés ont été représentés dans la littérature et au cinéma tout au long du XXe siècle. C'est le cas par exemple dans Les sentiers de la gloire de Stanley Kubrick.
Commentant le livre dans Les Annales du Midi, Rémy Cazals se dit « frappé par la multiplication des enquêtes, des campagnes de presse, des interpellations à la Chambre et au Sénat, par les diverses formes de commémoration, monuments, plaques, noms de rues » à ce sujet.
Encore au XXIe siècle, les demandes de réhabilitation des « fusillés pour l’exemple » continuent de défrayer la chronique, les vivants refusant que leurs ancêtres restent au banc d’infamie de l’Histoire.

## Réception
Pour Édouard Lynch, l'ouvrage suggère « l’importance des rites qui structurent l’événement et sa mémoire : ceux qui entourent les exécutions, ceux qu’organisent les défenseurs des fusillés, autour des monuments et ces cérémonies, ceux des États enfin, refusant puis intégrant les fusillés à ces pratiques essentielles de la constitution identitaires. » Il a aussi le mérite d'être « toujours attentif à la dimension comparative », qui vient en contrepoint d’une histoire trop souvent franco-française.
A contrario, Jean-Jacques Becker, après avoir souligné la qualité des recherches que le livre a supposées, déplore que l'auteur ne fournisse aucun effort pour répondre au titre de l'ouvrage, c'est-à-dire à la place que les fusillés avaient occupé dans la mémoire collective. Pour Becker, si l'ouvrage n'est pas inutile, l'auteur ne traite pas le sujet annoncé et pour la part qu'il traite en déforme « gravement les conclusions ».

## Éditions
- Les Fusillés de la Grande Guerre et la mémoire collective (1914-1999), Paris, Odile Jacob, 1999, 285 p.  (ISBN 2-7381-0747-8) ; nouv. éd., coll. « Poches Odile Jacob », 2002, 350 p.  (ISBN 2-7381-1198-X) ; nouvelle éd. revue et augmentée, Paris, O. Jacob, 2009, 309 p.  (ISBN 978-2-7381-2352-7)